# 11 juni
11 juni is de 162ste dag van het jaar (163ste dag in een schrikkeljaar) in de gregoriaanse kalender. Hierna volgen nog 203 dagen tot het einde van het jaar.

## Gebeurtenissen
- Algemeen
  - 1938 - België wordt opgeschud door de aardbeving bij Zulzeke met een sterkte van 5,6 op de schaal van Richter.
  - 1981 - De Iranese stad Golbaf wordt met de grond gelijk gemaakt door een aardbeving met een kracht van 6,8 op de schaal van Richter. Er vallen meer dan duizend doden.
- Criminaliteit en veiligheid
  - 1977 - De Nederlandse overheid maakt een einde aan de Zuid-Molukse treinkaping bij De Punt en de gijzeling van een lagere school in Bovensmilde. Bij de bestorming van de trein komen twee gegijzelden en zes kapers om.
  - 1990 - Voor zijn rol in het Iran-Contra-affaire wordt admiraal John Poindexter, de voormalige Nationaal Veiligheidsadviseur van de Verenigde Staten, veroordeeld tot zes maanden gevangenisstraf.
  - 2001 - Timothy McVeigh wordt met een injectie geëxecuteerd voor zijn aanslag in 1995 op een overheidsgebouw in Oklahoma City.
- Muziek
  - 1988 - In Londen in het Wembley stadion wordt het 10 uur durende Freedom at seventy-concert georganiseerd dat er voor pleit om de Zuid-Afrikaanse anti-apartheidsstrijder Nelson Mandela vrij te laten voor hij 70 wordt.[1]
- Oorlog
  - 1940 - Tweede Wereldoorlog: Britse troepen bombarderen Genua en Turijn in Italië.
  - 1945 - De laatste Duitse troepen op Schiermonnikoog worden afgevoerd.
- Politiek
  - 1254 - Alkmaar verkrijgt stadsrechten van graaf Willem II van Holland.
  - 1509 - Koning Hendrik VIII van Engeland trouwt met Catharina van Aragon.
  - 1775 - Koning Lodewijk XVI van Frankrijk wordt tot koning gekroond.
  - 1903 - De moord op koning Alexander Obrenović en koningin Draga Mašin van Servië maakt een einde aan de dynastie van het Huis Obrenović.
  - 1962 - Drie gevangenen ontsnappen uit de gevangenis Alcatraz.
  - 1963 - De boeddhistische monnik Thich Quang Duc laat zichzelf verbranden als ultiem protest tegen de vervolging van boeddhisten in Zuid-Vietnam. Veel monniken zouden dit voorbeeld volgen.
  - 1963 - Inschrijving van de eerste twee zwarte studenten aan de University of Alabama wordt urenlang tegengehouden door gouverneur van Alabama George Wallace met de actie Stand in the Schoolhouse Door. Maar president John F. Kennedy heeft de Nationale Garde van de staat onder federaal gezag geplaatst, en laat deze de toegang vrijmaken.
- Recreatie
  - 1990 - In Nederland telt men de miljoenste bezoeker op de tentoonstelling "Vincent van Gogh".
- Religie
  - 1144 - Inwijding van de nieuwe kooromgang van de kathedraal te Saint-Denis.
- Sport
  - 1955 - Tijdens de 24 uur van Le Mans komen 83 mensen om het leven nadat de auto van Pierre Levegh uit de baan raakt. Na het ongeluk wordt autosport verboden in Frankrijk, West-Duitsland en Zwitserland. Het verbod in Zwitserland bestaat nog steeds.
  - 2006 - Rafael Nadal verdedigt zijn titel op Roland Garros succesvol door in de finale Roger Federer in vier sets te verslaan.
  - 2006 - Opening van Toyota Park, een voetbalstadion met 20.000 zitplaatsen in Bridgeview, Illinois.
  - 2010 - In de openingswedstrijd van het WK voetbal speelt gastland Zuid-Afrika in Johannesburg met 1-1 gelijk tegen Mexico.
  - 2012 - In een door regen uitgestelde finale trekt Rafael Nadal uiteindelijk aan het langste eind en wint hij Roland Garros. De Spanjaard verslaat Novak Đoković in de finale met 6-4, 6-3, 2-6, 7-5 en haalt zo zijn zevende titel binnen op het Franse grandslamtoernooi. Daarmee doet Nadal ook één beter dan Björn Borg en is hij de recordhouder van eindoverwinningen op Roland Garros.
  - 2017 - Rafael Nadal wint voor de tiende keer Roland Garros. In de finale versloeg hij Stanislas Wawrinka in 3 sets.
  - 2023 - Ferrari wint de 24 uur van Le Mans. Dit was het team, mede door een 50 jaar lange periode van afwezigheid, sinds 1965 niet meer gelukt.[2]
  - 2023 - De Deense wielrenner Jonas Vingegaard pakt de eindzege in het Critérium du Dauphiné. De Brit Adam Yates en Ben O'Connor uit Australië eindigen op de tweede en derde plaats.[3]
  - 2023 - Novak Djokovic verslaat in de finale van Roland Garros de Noor Casper Ruud in drie sets en schrijft het toernooi voor de derde keer op zijn naam. Het is de 23e grandslamtitel voor de Serviër en daarmee is hij op dit moment de succesvolste mannelijke tennisser aller tijden.[4]
  - 2023 - Almere City FC wint de laatste wedstrijd in de nacompetitie van FC Emmen en promoveert voor het eerst in de geschiedenis van de club naar de Eredivisie. FC Emmen degradeert na een seizoen weer naar de eerste divisie in het betaald voetbal.[5]
- Wetenschap en technologie
  - 1644 - Evangelista Torricelli geeft de eerste beschrijving van een barometer.
  - 1770 - Kapitein James Cook loopt aan de grond op het Groot Barrièrerif.
  - 2015 - NASA astronaut Terry Virts, ESA astronaut Samantha Cristoforetti uit Italië en kosmonaut Anton Sjkaplerov keren terug naar Aarde na een verblijf van 199 dagen in het ISS waarmee Expeditie 43 afgelopen is.[6]
  - 2021 - Lancering van vier satellieten (Yangwang 1, Beijing-3, Hisea-2 en TKSY01-TJ) met een Lange Mars 2D raket vanaf Taiyuan Satellite Launch Center in China.[7]

## Geboren

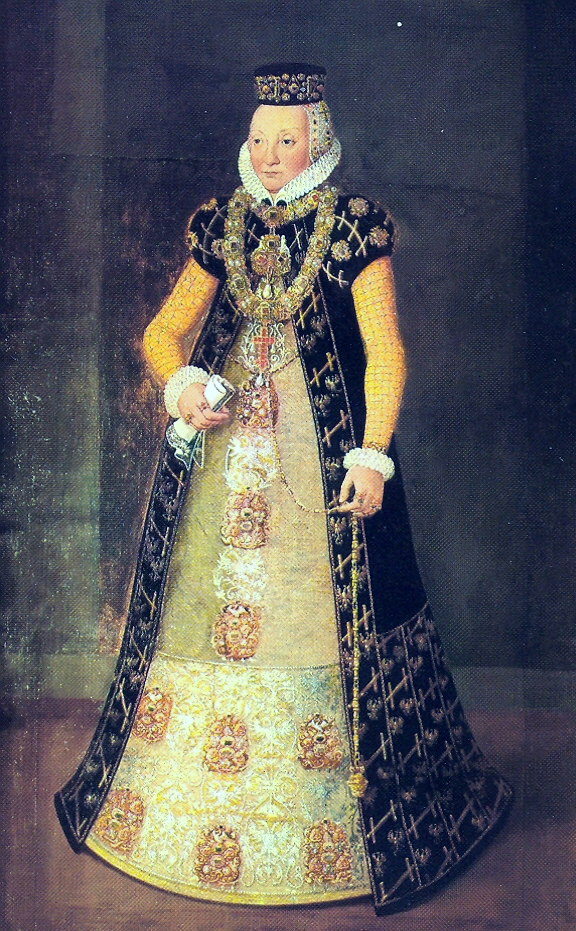
Anna Sophia van Pruisen,
geboren in 1527

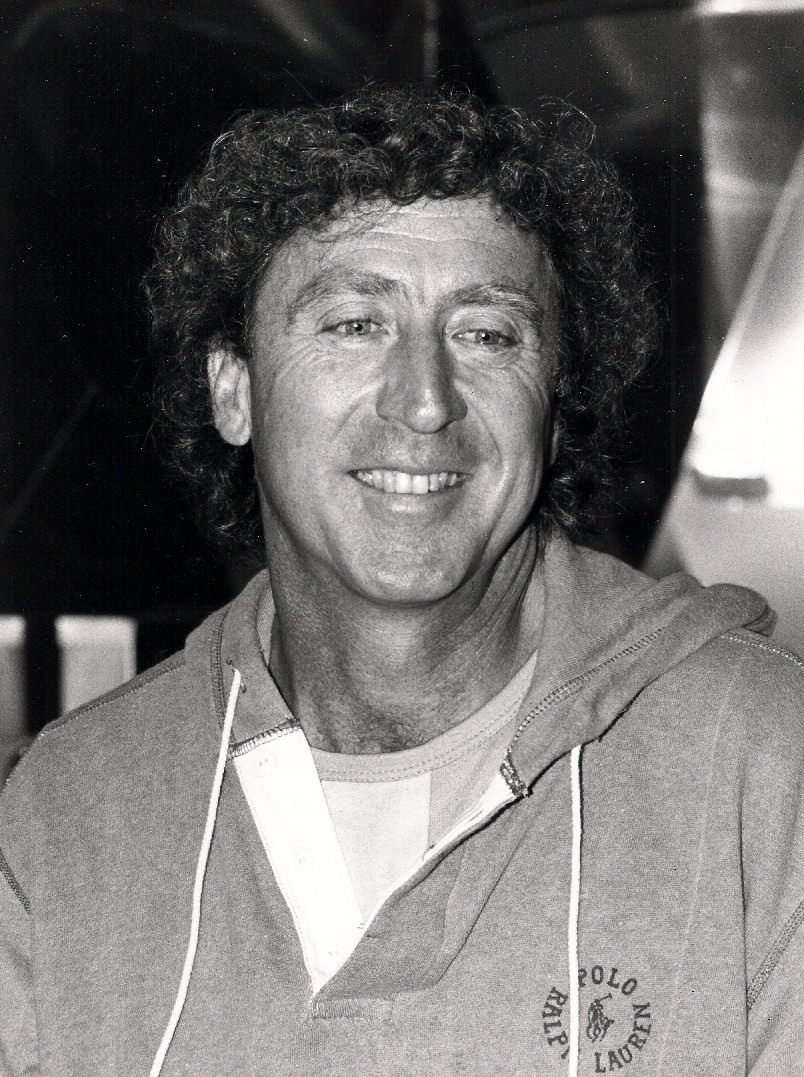
Gene Wilder,
geboren in 1933

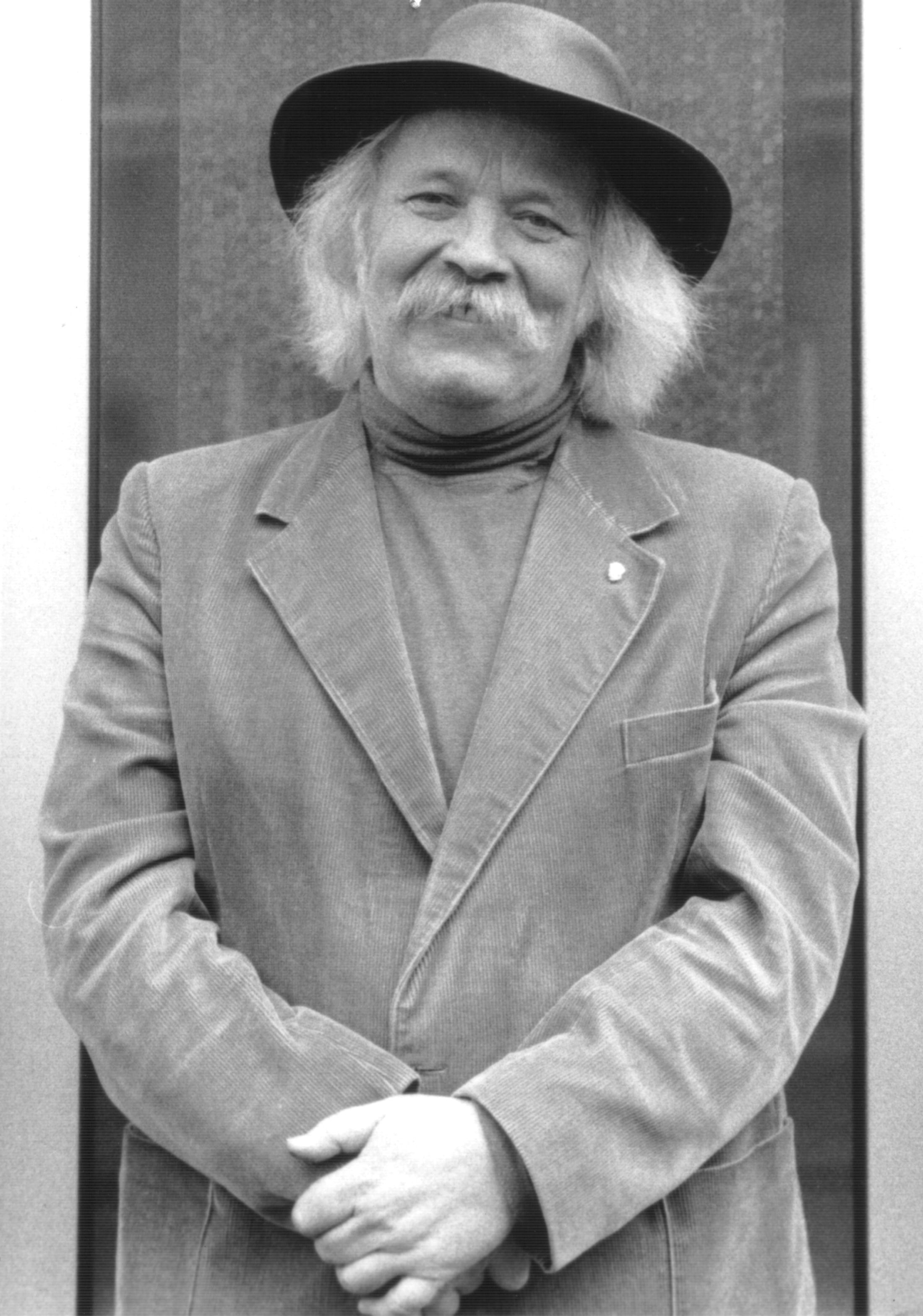
Peter Blanker,
geboren in 1939

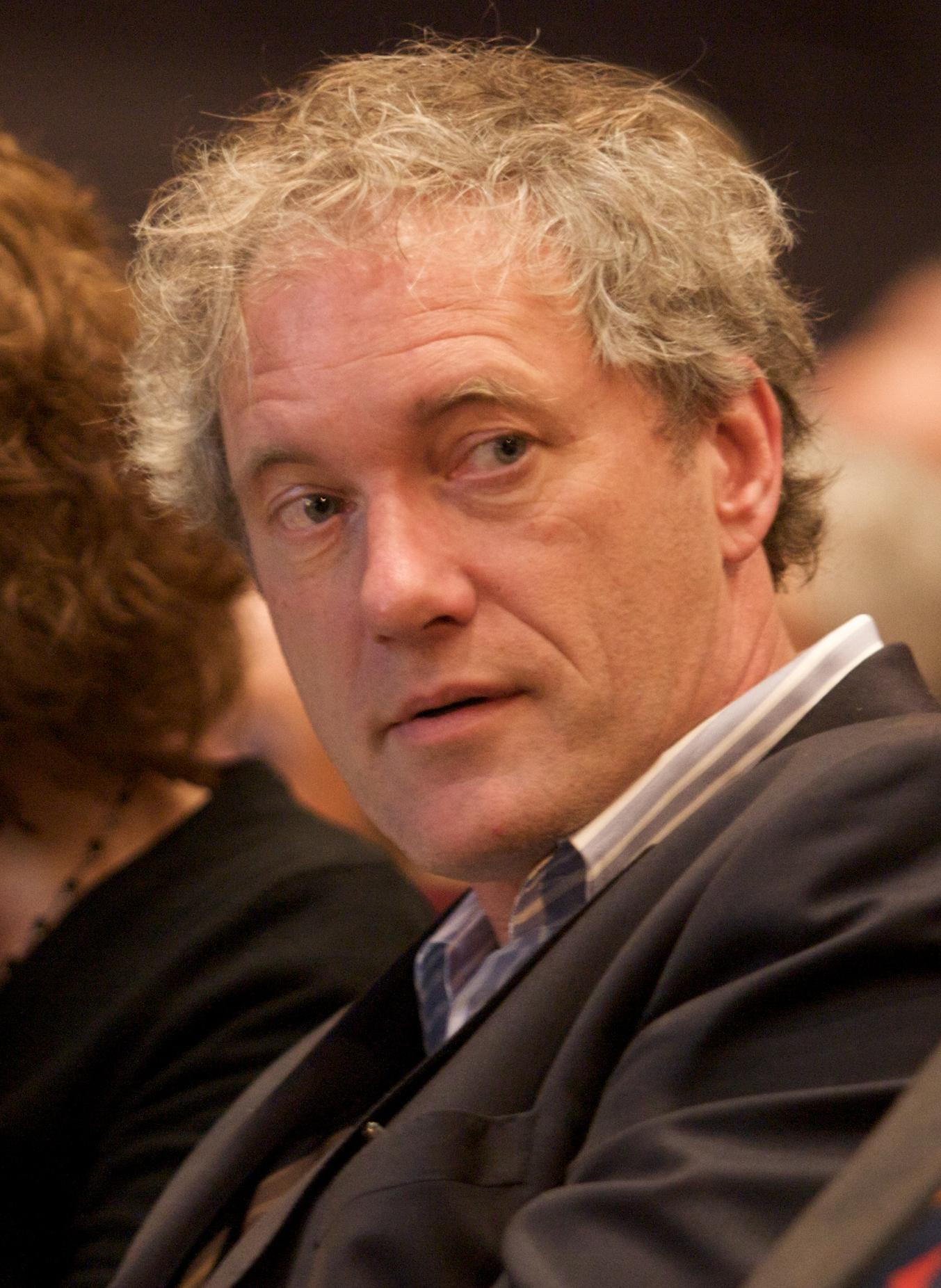
Thom de Graaf,
geboren in 1957

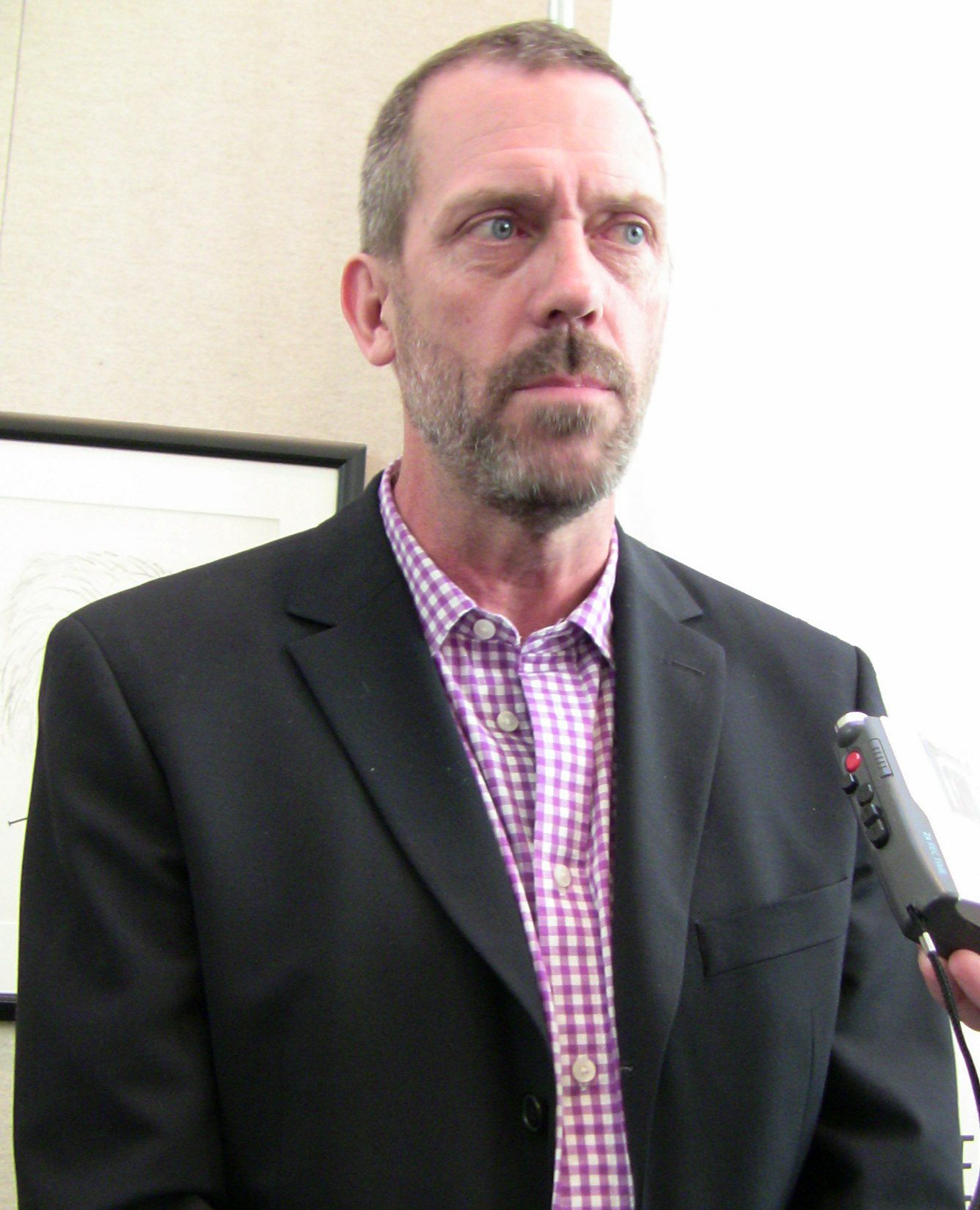
Hugh Laurie,
geboren in 1959

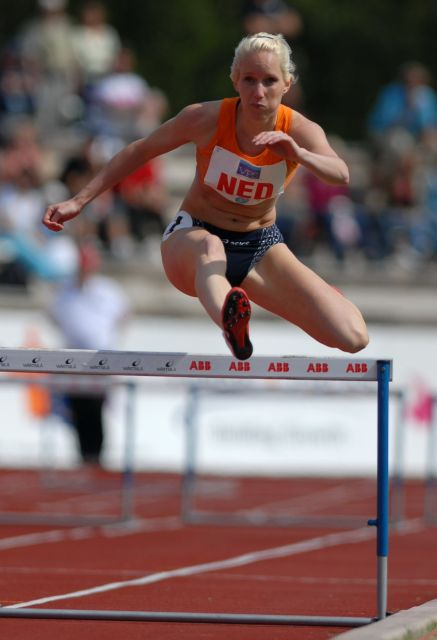
Tamara Ruben,
geboren in 1982

- 1519 - Cosimo I de' Medici, hertog van Florence (overleden 1574)
- 1527 - Anna Sophia van Pruisen, prinses van Pruisen (overleden 1591)
- 1572 - Ben Jonson, Engels dichter en toneelschrijver (overleden 1637)
- 1672 - Francesco Antonio Bonporti, Italiaans priester en componist (overleden 1749)
- 1704 - José António Carlos de Seixas, Portugees componist (overleden 1742)
- 1776 - John Constable, Engels schilder (overleden 1837)
- 1842 - Carl von Linde, Duits ingenieur en uitvinder (overleden 1934)
- 1849 - Jan Evert Scholten, Nederlands industrieel (overleden 1918)
- 1864 - Richard Strauss, Duits componist en dirigent (overleden 1949)
- 1867 - Charles Fabry, Frans natuurkundige (overleden 1945)
- 1877 - Renée Vivien, Brits dichteres (overleden 1909)
- 1869 - Lodewijk Thomson, Nederlands militair en politicus (overleden 1914)
- 1869 - Arthur Augustus Zimmerman, Amerikaans wielrenner (overleden 1936)
- 1876 - Alfred L. Kroeber, Amerikaans cultureel antropoloog (overleden 1960)
- 1877 - Robert Farnan, Amerikaans roeier (overleden 1939)
- 1878 - Julius Melzer, Braziliaans entomoloog (overleden 1934)
- 1884 - Halide Edib Adivar, Turks schrijfster, onderwijzeres en vrouwenrechtenactivist (overleden 1964)
- 1891 - Hendrik Kaasjager, Nederlands politiecommissaris (overleden 1966)
- 1892 - Cor Alons, Nederlands binnenhuisarchitect, industrieel ontwerper en boekbandontwerper (overleden 1967)
- 1900 - Carmen Polo, echtgenote van Francisco Franco (overleden 1988)
- 1908 - Law Adam, Nederlands voetballer (overleden 1941)
- 1908 - Karl Hein, Duits atleet (overleden 1982)
- 1908 - Cor Lemaire, Nederlands pianist, dirigent en componist (overleden 1981)
- 1909 - Frans Karjagin, Fins voetballer (overleden 1977)
- 1910 - Jacques-Yves Cousteau, Frans duiker en filmmaker (overleden 1997)
- 1910 - Adolf Langer, Tsjechisch componist, dirigent, muziekpedagoog en publicist (overleden 1986)
- 1910 - Daan Modderman, Nederlands menner van vierspannen en televisiepersoonlijkheid (overleden 1991)
- 1912 - Frans Slaats, Nederlands baanwielrenner (overleden 1993)
- 1914 - Jan Hendrik van den Berg, Nederlands arts-psychiater, hoogleraar en cultuurcriticus (overleden 2012)
- 1914 - Hendrikus Berkhof, Nederlands predikant en theoloog (overleden 1995)
- 1914 - Wim Poncia, Nederlands acteur (overleden 2000)
- 1916 - Henk Bruna, Nederlands boekhandelaar (overleden 2008)
- 1919 - Richard Todd, Brits acteur (overleden 2009)
- 1920 - Mahendra, koning van Nepal (overleden 1972)
- 1922 - Alberto Bovone, Italiaans curiekardinaal (overleden 1998)
- 1925 - Juan Francisco Lombardo, Argentijns voetballer (overleden 2012)
- 1925 - William Styron, Amerikaans schrijver (overleden 2006)
- 1927 - Alfred Niepieklo, Duits voetballer (overleden 2014)
- 1928 - Fabiola van België, Belgisch koningin (overleden 2014)
- 1929 - Lennie Niehaus, Amerikaans componist (overleden 2020)
- 1930 - Neale Lavis, Australisch ruiter (overleden 2019)
- 1932 - Athol Fugard, Zuid-Afrikaans auteur (overleden 2025)
- 1933 - Nils Lindberg, Zweeds componist en pianist (overleden 2022)
- 1933 - Liny van Oyen, Nederlands televisiepresentatrice (overleden 2024)
- 1933 - Gene Wilder, Amerikaans acteur (overleden 2016)
- 1934 - Prins Henrik van Denemarken (overleden 2018)
- 1934 - Peter Schumann, Duits-Amerikaans poppenspeler, theaterregisseur en beeldhouwer
- 1935 - Nina Timofejeva, Russisch ballerina (overleden 2014)
- 1936 - Bruno Fagnoul, Belgisch politicus (overleden 2023)
- 1936 - Brian Whitehouse, Brits autocoureur
- 1937 - Robin Warren, Australisch patholoog en Nobelprijswinnaar (overleden 2024)
- 1938 - Peter Flik, Nederlands radiomaker (overleden 2024)
- 1939 - Peter Blanker, Nederlands dichter en artiest
- 1939 - Olga Scheltema-de Nie, Nederlands politica (overleden 2023)
- 1941 - Joop Keizer, Nederlands atleet
- 1942 - Gunter Gabriel, Duits schlager- en countryzanger (overleden 2017)
- 1943 - Antônio Wilson Vieira Honório (Coutinho), Braziliaans voetballer (overleden 2019)
- 1943 - Henry Hill, Amerikaans gangster (overleden 2012)
- 1944 - Barrie Stevens, Engels-Nederlands danser, choreograaf, regisseur en acteur
- 1945 - Roland Moreno, Frans uitvinder van de chipkaart (overleden 2012)
- 1945 - Jan Smet, Belgisch schrijver en archivaris (overleden 2024)
- 1947 - Bob Evans, Brits autocoureur
- 1947 - Ferry Pirard, Nederlands voetballer (overleden 2009)
- 1948 - Lynsey de Paul, Brits zangeres (overleden 2014)
- 1949 - Frank Beard, Amerikaans popmuzikant (ZZ Top)
- 1949 - Sherman Howard, Amerikaans acteur
- 1949 - Issei Sagawa, Japans kannibaal (overleden 2022)
- 1950 - Pancho Carter, Amerikaans autocoureur
- 1950 - Vanderlei Eustáquio de Oliveira (Palhinha), Braziliaans voetballer (overleden 2023)
- 1950 - Bjarne Stroustrup, Deens informaticus
- 1951 - Arjan Brass, Nederlands zanger en muzikant (overleden 2007)
- 1951 - Jan Franssen, Nederlands politicus en bestuurder
- 1952 - Leon Schots, Belgisch atleet
- 1953 - Klaas Drost, Nederlands voetballer
- 1953 - Vera Komisova, Russisch atlete
- 1955 - Lils Mackintosh, Nederlands jazz- en blueszangeres, componiste, actrice (overleden 2023)
- 1955 - Joeri Sedych, Oekraïens kogelslingeraar (overleden 2021)
- 1955 - Linda Williams (Henriëtte Willems), Nederlands zangeres
- 1957 - Gianfranco Dalla Barba, Italiaans schermer (overleden 2024)
- 1957 - Thom de Graaf, Nederlands politicus, minister en vicepremier in kabinet-Balkenende II
- 1958 - Nnimmo Bassey, Nigeriaans architect, dichter en milieuactivist
- 1958 - Liesbeth Koenen, Nederlands taalkundige, wetenschapsjournaliste en publiciste (overleden 2020)
- 1959 - Hugh Laurie, Brits acteur
- 1961 - Wim Dusseldorp, Nederlands voetballer en voetbaltrainer
- 1962 - Niesco Dubbelboer, Nederlands politicus
- 1964 - Jean Alesi, Frans autocoureur
- 1964 - Eric de Bruin, Nederlands honkballer
- 1964 - Penny Ford, Amerikaans zangeres, songwriter, platenproducer
- 1965 - Christian Streich, Duits voetballer en voetbalcoach
- 1966 - Tiffany Cohen, Amerikaans zwemster en olympisch kampioene
- 1966 - Gary Kwok, Canadees autocoureur
- 1966 - Korrie Louwes, Nederlands politica
- 1966 - Edward van Wonderen, Nederlands voetbalbestuurder
- 1967 - Clare Carey, Amerikaans actrice
- 1967 - Jens Martin Knudsen, Faeröers voetballer, turner en handballer
- 1967 - Oliver Ortmann, Duits poolbiljarter
- 1968 - Alois van Liechtenstein, erfprins en regent van Liechtenstein
- 1968 - Justin Robertson, Brits dj/producer
- 1969 - Johan Hansma, Nederlands voetballer
- 1969 - Sergej Joeran, Russisch voetballer en voetbalcoach
- 1970 - Alex Barron, Amerikaans autocoureur
- 1970 - Dmitri Oetkin, Russisch legerofficier (overleden 2023)
- 1971 - Marek Kolbowicz, Pools roeier
- 1974 - Dennis Bots, Zambiaans televisieregisseur
- 1974 - Greg Vanney, Amerikaans voetballer en voetbaltrainer
- 1974 - Bert Vannieuwenhuyse, Belgisch acteur
- 1975 - Thomas Bimis, Grieks schoonspringer
- 1975 - Tonje Kjærgaard, Deens handbalster
- 1976 - Gaëtan Englebert, Belgisch voetballer
- 1976 - Reiko Tosa, Japans atlete
- 1977 - Ryan Dunn, Amerikaans acteur, bekend van het stuntprogramma Jackass (overleden 2011)
- 1978 - Peter Dijkstra, Nederlands dirigent
- 1978 - Joshua Jackson, Canadees acteur
- 1978 - Bruce Jouanny, Frans autocoureur
- 1979 - Ali Boussaboun, Marokkaans-Nederlands voetballer
- 1979 - Barry Paf, Nederlands radio-dj
- 1979 - Jeroen Van Dyck, Belgisch acteur
- 1980 - Raymon van Emmerik, Nederlands voetballer
- 1980 - Krzysztof Kciuk, Pools darter
- 1981 - Kristo Tohver, Estisch voetbalscheidsrechter
- 1982 - Håkon Opdal, Noors voetballer
- 1982 - Eldar Rønning, Noors langlaufer
- 1982 - Tamara Ruben, Nederlands atlete
- 1983 - Joeri Anikejev, Oekraïens dammer
- 1983 - Eelke Kleijn, Nederlands DJ
- 1984 - Štěpán Kučera, Tsjechisch voetballer
- 1984 - Kobe Van Herwegen, Belgisch acteur en presentator
- 1986 - Sebastian Bayer, Duits atleet
- 1986 - Shia LaBeouf, Amerikaans acteur
- 1986 - Sébastien Lecornu, Frans politicus
- 1987 - Didrik Solli-Tangen, Noors zanger
- 1988 - Jesús Fernández Collado, Spaans voetbaldoelman
- 1988 - Claire Holt, Australisch actrice
- 1988 - Ritchie Kitoko, Belgisch voetballer
- 1989 - Fagner Conserva Lemos, Braziliaans voetballer
- 1989 - Ibrahim Jeilan, Ethiopisch atleet
- 1989 - Karin Stevens, Nederlands voetbalster
- 1990 - Pernilla Karlsson, Fins zangeres
- 1990 - Christophe Lemaitre, Frans atleet
- 1991 - Charle Cournoyer, Canadees shorttracker
- 1992 - Julian Alaphilippe, Frans wielrenner
- 1992 - Davide Zappacosta, Italiaans voetballer
- 1993 - Kasper Averink, Nederlands basketballer
- 1993 - Ouasim Bouy, Nederlands Marokkaans voetballer
- 1994 - Ivana Baquero, Spaans actrice
- 1994 - Jessica Fox, Australisch kanovaarster
- 1995 - Oswal Álvarez, Colombiaans voetballer
- 1995 - Lisa Naalsund, Noors voetbalster
- 1995 - Gastón Pereiro, Uruguayaans voetballer
- 1998 - Justin Hoogma, Nederlands voetballer
- 1998 - Wilma Murto, Fins polsstokhoogspringster
- 1999 - Kai Havertz, Duits voetballer
- 1999 - Janina Minge, Duits voetbalster
- 2000 - Hibiki Taira, Japans autocoureur
- 2001 - Julia Nauta, Nederlands zangeres en (musical)actrice
- 2001 - Osame Sahraoui, Noors-Marokkaans voetballer
- 2001 - Nicholas Spinelli, Italiaans motorcoureur
- 2002 - Olli Caldwell, Brits autocoureur
- 2003 - Breanna Yde, Australisch-Amerikaans actrice
- 2007 - Oscar Olivier, Belgisch voetballer

## Overleden

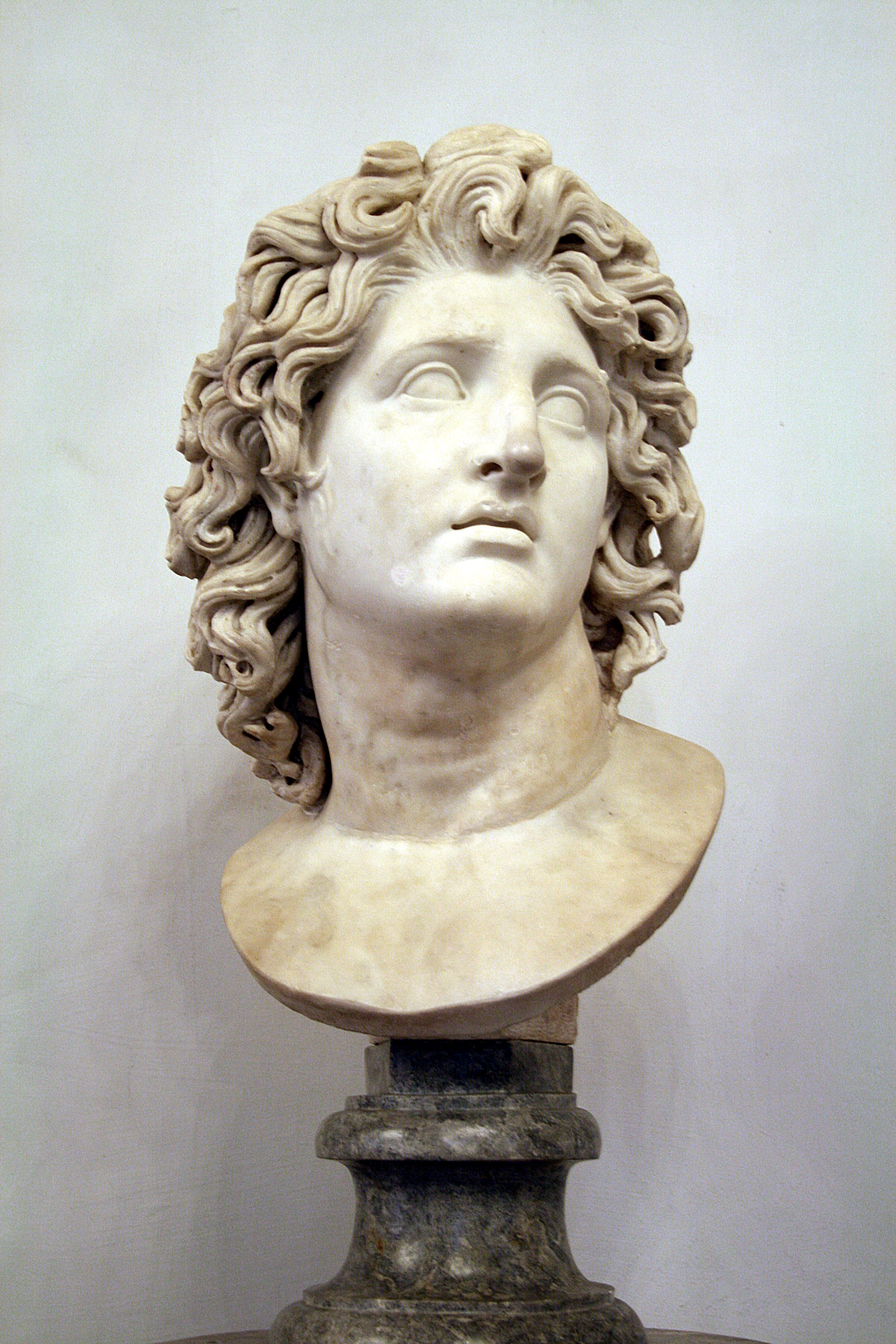
Alexander de Grote,
overleden in 323 v.Chr.

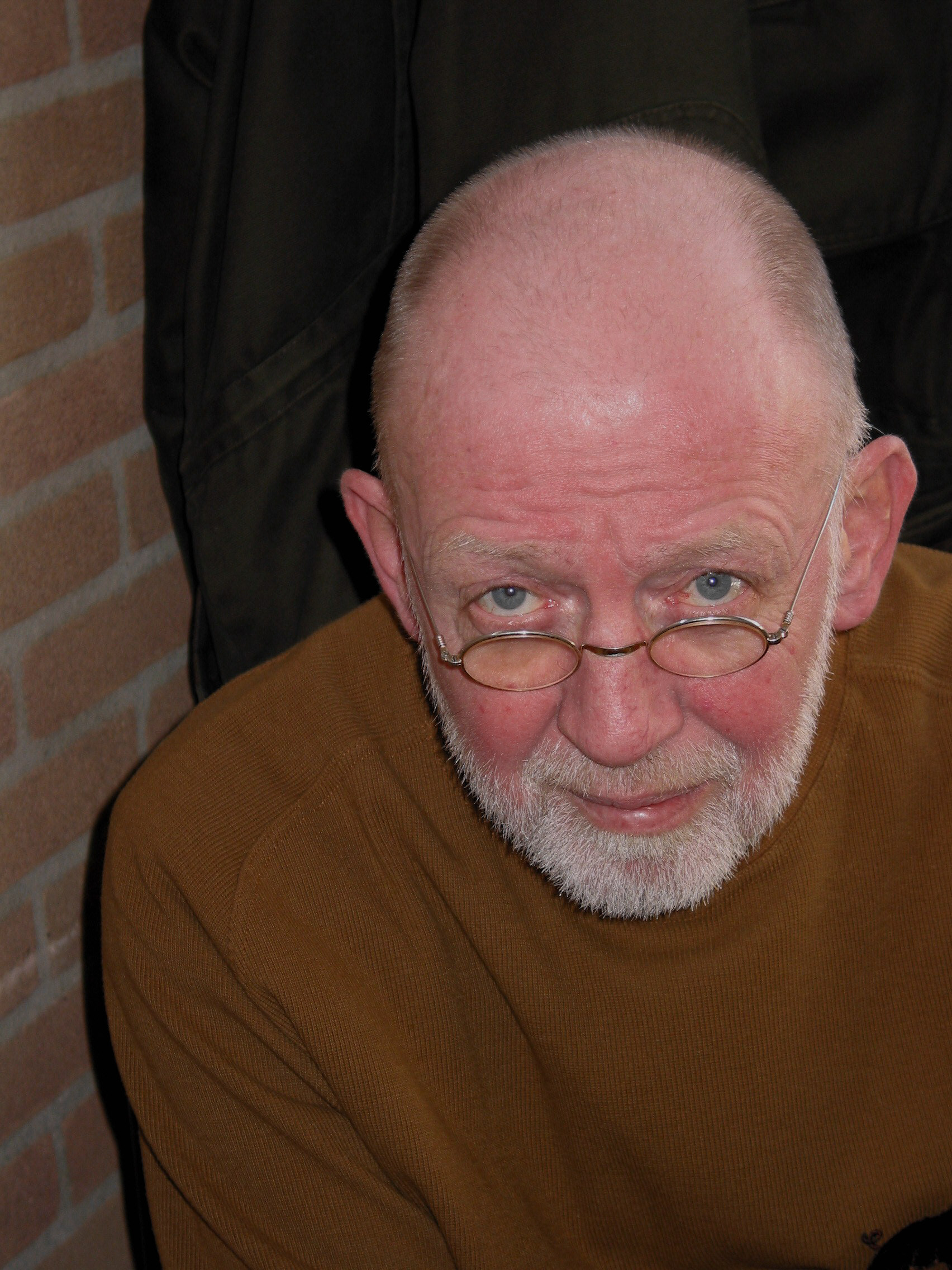
Tim Beekman,
overleden in 2006

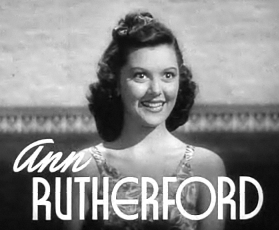
Ann Rutherford
overleden in 2012

- 323 v.Chr. - Alexander de Grote (32), koning van Macedonië, overwinnaar van Perzië en Egypte
- 690 - Godeberta van Noyon (50), Frankisch abdis
- 1364 - Agnes van Königsfelden, echtgenote van koning Andreas III van Hongarije (83) en kloosterlinge
- 1488 - Jacobus III (36), koning van Schotland
- 1557 - Johan III (55), koning van Portugal
- 1666 - Cornelis Evertsen de Oude (55), Nederlands admiraal
- 1698 - Balthasar Bekker (64), Nederlands predikant en theoloog
- 1804 - Johann Heinrich von Frankenberg (77), aartsbisschop van Mechelen
- 1859 - Klemens von Metternich (86), Oostenrijks staatsman
- 1879 - Willem van Oranje-Nassau (38), kroonprins van Nederland
- 1902 - Henry Appenzeller (44), Amerikaans predikant en zendeling
- 1903 - Alexander Obrenović (26) en Draga Mašin (41), Servisch koning en koningin
- 1907 - Charles Eliza Adrien Dupré (80), Nederlands schaker
- 1924 - Théodore Dubois (86), Frans orgelcomponist
- 1924 - Alexander de Savornin Lohman (87), Nederlands politicus
- 1929 - Gyula II Andrássy (68), Oostenrijk-Hongaars politicus
- 1934 - Lev Vygotski (37), Russisch filosoof, psycholoog en kunstenaar
- 1955 - Pierre Levegh (49), Frans autocoureur
- 1963 - Gérard Noël (62), Belgisch atleet
- 1965 : Paul Coremans, Eerste directeur van het Koninklijk Instituut voor het Kunstpatrimonium
- 1966 - Jimmy Davies (36), Amerikaans autocoureur
- 1966 - Jud Larson (43), Amerikaans autocoureur
- 1967 - Wolfgang Köhler (80), Duits psycholoog
- 1967 - Ernesto Ruffini (79), Italiaans kardinaal-aartsbisschop van Palermo
- 1970 - Aleksandr Kerenski (89), Russisch politicus
- 1972 - Jo Bonnier (42), Zweeds autocoureur
- 1972 - Jo Uiterwaal (75), Nederlands beeldhouwer en meubelontwerper
- 1973 - Cor Hilbrink (54), Nederlands ondernemer, verzetsstrijder en sportbestuurder
- 1979 - John Wayne (72), Amerikaans acteur
- 1981 - Eppo Doeve (74), Nederlands tekenaar en schilder
- 1984 - Enrico Berlinguer (62), Italiaans politicus
- 1988 - Giuseppe Saragat (89), vijfde president van Italië
- 1994 - Gon Voorhoeve (66), Nederlands componist
- 1998 - Catherine Cookson (91), Engels schrijfster
- 1999 - DeForest Kelley (79), Amerikaans acteur
- 2001 - Timothy McVeigh (33), Amerikaans terrorist, pleger van de bomaanslag in Oklahoma City
- 2006 - Nicolaas Wijnberg (87), Nederlands kunstenaar, kunstschilder en choreograaf
- 2006 - Tim Beekman (65), Nederlands acteur Ti-ta-tovenaar
- 2007 - Jamal Abu al-Jediyan (45), Palestijns politicus
- 2007 - Hanny Michaelis (84), Nederlands dichteres
- 2008 - Adam Ledwoń (34), Pools-Duits voetballer
- 2008 - Võ Văn Kiệt (85), premier van Vietnam
- 2010 - Piet Jong (95), Nederlands politiefunctionaris (hoofdcommissaris van Amsterdam)
- 2010 - Sigmar Polke (69), Duits schilder en fotograaf
- 2012 - Ann Rutherford (94), Amerikaans-Canadees actrice
- 2012 - Teófilo Stevenson (60), Cubaans bokser
- 2013 - Robert Fogel (86), Amerikaans economisch historicus
- 2014 - Mipam Chökyi Lodrö (61), de veertiende shamarpa van het Tibetaans boeddhisme
- 2014 - Ruby Dee (91), Amerikaans actrice
- 2014 - Willem Heemskerk (93), Nederlands burgemeester
- 2014 - Piet de Jong (83), Nederlands voetballer
- 2014 - Vital Wilderink (82), Nederlands-Braziliaans bisschop
- 2015 - Ornette Coleman (85), Amerikaans jazzmuzikant
- 2015 - Ron Moody (91), Brits acteur
- 2015 - Dusty Rhodes (69), Amerikaans worstelaar
- 2015 - Gerard de Vries (81), Nederlands zanger en deejay
- 2016 - Rudi Altig (79), Duits wielrenner
- 2018 - André Wegener Sleeswijk (91), Nederlands hoogleraar
- 2020 - Paul Ovink (76), Nederlands beeldend kunstenaar
- 2020 - Hermann Salomon (82), Duits atleet
- 2020 - Eppie Wietzes (82), Canadees-Nederlands autocoureur
- 2021 - Paola Pigni (75), Italiaans atlete
- 2021 - Lucinda Riley (56), Iers schrijfster
- 2022 - Ebeltje Boekema-Hut (110), Nederlands oudste inwoner
- 2022 - Bernd Bransch (77), Duits voetballer
- 2022 - Hein Eersel (100), Surinaams taalkundige en surinamist
- 2023 - Stanley Clinton Davis (94), Brits politicus
- 2023 - Jean Wicki (89), Zwitsers bobsleeër
- 2024 - Françoise Hardy (80), Frans zangeres en actrice
- 2024 - Tony Lo Bianco (87), Amerikaans acteur, filmregisseur, toneelregisseur en toneelproducent
- 2024 - Tony Mordente (88), Amerikaans televisieregisseur en acteur
- 2025 - Thom Bonder (30), Nederlands mountainbiker
- 2025 - Jeltien Kraaijeveld-Wouters (92), Nederlands politica
- 2025 - Heinz-Günter Prager (80), Duitse beeldhouwer, tekenaar en grafisch kunstenaar
- 2025 - Brian Wilson (82), Amerikaans muzikant, zanger en producer bekend van The Beach Boys

## Viering/herdenking
- Nationale feestdag Hawaï
- Rooms-Katholieke kalender:

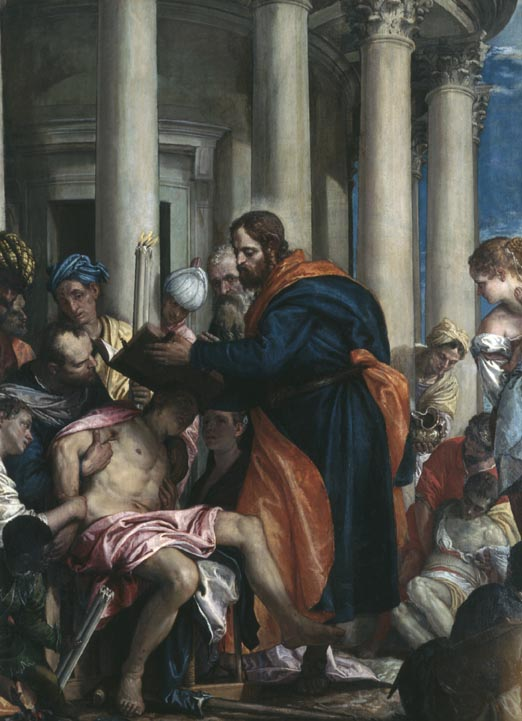
Barnabas geneest de zieken, Paolo Veronese

  - Heilige Barnabas († c. 62) - Gedachtenis
  - Heilige Aleidis van Schaarbeek († 1250)
  - Heilige Paula Frassinetti († 1882)
  - Heilige Rembert(us) (van Bremen) († 888)
  - Heilige Jolanda van Gniezno († 1298)
  - Heilige Maximus van Napels († c. 361)
  - Heilige Johannes van Sahagun († 1479)
  - Heilige Achaz van Torhout († 1220)
  - Zalige Hugo van Marchiennes († 1158)
  - Zalige Ignatius Maloyan († 1915)
  - Agnes van Königsfelden († 1364)

## Weerextremen

### Nederland
| | Officiële records | Officiële records | Officiële records |      | Landelijke records | Landelijke records | Landelijke records            |
| Gebeurtenis | Jaar              | Extreem           | Locatie           | Jaar | Extreem            | Locatie            |                               |
| --- | ----------------- | ----------------- | ----------------- | ---- | ------------------ | ------------------ | ----------------------------- |
| Laagste etmaalgemiddelde temperatuur (°C) | 1955              | 9,9               | De Bilt           |      | 1955 1974          | 8,7                | Maastricht Twenthe            |
| Hoogste etmaalgemiddelde temperatuur (°C) | 2023              | 24,5              | De Bilt           |      | 2023               | 26,1               | Eindhoven                     |
| Laagste minimumtemperatuur (°C) | 1911              | 2,1               | De Bilt           |      | 1959               | 1,5                | Deelen                        |
| Hoogste minimumtemperatuur (°C) | 1966              | 17,0              | De Bilt           |      | 2023               | 19,7               | Eindhoven                     |
| Laagste maximumtemperatuur (°C) | 1956              | 14,0              | De Bilt           |      | 1958               | 10,9               | De Kooy                       |
| Hoogste maximumtemperatuur (°C) | 1948              | 30,5              | De Bilt           |      | 2023               | 32,3               | Gilze-Rijen, Hoek van Holland |
| Hoogste uurgemiddelde windsnelheid (m/s) | 1935              | 11,3              | De Bilt           |      | 1998               | 18,0               | IJmuiden                      |
| Hoogste windstoot (m/s) | 1954, 1957        | 16,5              | De Bilt           |      | 1998               | 24,0               | IJmuiden                      |
| Langste zonneschijnduur (uur) | 1975              | 15,4              | De Bilt           |      | 1975               | 15,7               | De Kooy, Eelde                |
| Langste neerslagduur (uur) | 1956              | 11,5              | De Bilt           |      | 1998               | 13,2               | De Kooy                       |
| Hoogste etmaalsom van de neerslag (mm) | 1998              | 26,6              | De Bilt           |      | 1998               | 34,9               | Lelystad                      |
| Laagste etmaalgemiddelde relatieve vochtigheid (%) | 2023              | 48                | De Bilt           |      | 2023               | 41                 | Deelen                        |
| Laagste uurwaarde luchtdruk op zeeniveau (hPa) | 2012              | 1001,1            | De Bilt           |      | 1941               | 999,4              | Eelde                         |
| Hoogste uurwaarde luchtdruk op zeeniveau (hPa) | 1919              | 1033,6            | De Bilt           |      | 1919               | 1034,2             | De Kooy, Eelde                |
| Officiële records worden altijd gemeten op het KNMI-weerstation in De Bilt. Landelijke records kunnen worden gemeten op elk officieel KNMI-weerstation in Nederland. |                   |                   |                   |      |                    |                    |                               |

Uitzonderlijke gebeurtenissen
- 1937 - Officieel hoogste minimumtemperatuur in °C van het jaar gemeten in De Bilt: 16,4
- 1948 - Eerste officiële tropische dag van het jaar (maximumtemperatuur ≥ 30 °C in De Bilt)
- 1966 - Officieel hoogste minimumtemperatuur in °C van het jaar gemeten in De Bilt: 17,0
- 2006 - Eerste officiële tropische dag van het jaar (maximumtemperatuur ≥ 30 °C in De Bilt)
- 2023 - Landelijk hoogste etmaalgemiddelde temperatuur in °C van het jaar gemeten in Eindhoven: 26,1 (voorlopig)
- 2023 - Officieel hoogste etmaalgemiddelde temperatuur in °C van juni dit jaar gemeten in De Bilt: 24,5. Samen met 25 juni
- 2023 - Landelijk hoogste etmaalgemiddelde temperatuur in °C van juni dit jaar gemeten in Eindhoven: 26,1
- 2023 - Landelijk hoogste minimumtemperatuur in °C van juni dit jaar gemeten in Eindhoven: 19,7
- 2023 - Landelijk hoogste maximumtemperatuur in °C van juni dit jaar gemeten in Gilze-Rijen en Hoek van Holland: 32,3
- 2023 - Officieel hoogste windstoot in m/s van juni dit jaar gemeten in De Bilt: 13,0. Samen met 13, 19 en 20 juni
- 2023 - Officieel langste zonneschijnduur in uren van het jaar gemeten in De Bilt: 15,3 (voorlopig). Samen met 10, 13, 14, 16 en 25 juni
- 2023 - Officieel langste zonneschijnduur in uren van juni dit jaar gemeten in De Bilt: 15,3. Samen met 10, 13, 14, 16 en 25 juni
- 2023 - Eerste officiële tropische dag van het jaar (maximumtemperatuur ≥ 30 °C in De Bilt)

### België
Dagrecords
- 1955 - Laagste etmaalgemiddelde temperatuur 7,6 °C
- 2023 - Hoogste etmaalgemiddelde temperatuur 24,4 °C[10]
- 1955 - Laagste minimumtemperatuur 2,6 °C
- 2023 - Hoogste maximumtemperatuur 31,2 °C[10]
- 1966 - Hoogste etmaalsom van de neerslag 23,2 mm

Uitzonderlijke gebeurtenissen
- 1902 - Minimumtemperatuur blijft onder het vriespunt (−0,3 °C) in Pâturages (Colfontaine).
- 1905 - De regen is overvloedig aan de kust: de hoeveelheid gevallen neerslag op 24 uur in Middelkerke 155 mm.

<< · 1 · 2 · 3 · 4 · 5 · 6 · 7 · 8 · 9 · 10 · 11 · 12 · 13 · 14 · 15 · 16 · 17 · 18 · 19 · 20 · 21 · 22 · 23 · 24 · 25 · 26 · 27 · 28 · 29 · 30 · >>